# Waikiki Wedding
Waikiki Wedding è un film del 1937 diretto da Frank Tuttle.
Il film include la canzone Sweet Leilani (parole di Harry Owens), vincitrice dell'Oscar alla migliore canzone nel 1938.